# Figulus cambodiensis
Figulus cambodiensis es una especie de coleóptero de la familia Lucanidae.

## Distribución geográfica
Habita en Camboya.